# Lengwil
Lengwil is een gemeente en plaats in het Zwitserse kanton Thurgau, en maakt deel uit van het district Kreuzlingen.
Langrickenbach telt 1231 inwoners.